# 曹叡
曹叡（そう えい）は、三国時代の魏の第2代皇帝。日本においては卑弥呼の使者が拝謁した皇帝として知られる。

## 生涯

### 若き日
文帝曹丕の長男。生母は甄氏。延康元年（220年）、数え15歳で武徳侯、翌年に斉公、黄初3年（222年）には平原王に封ぜられた。
16歳の時、母の甄氏は父の文帝に誅殺された。当初、文帝は曹叡を好まず、他の夫人（徐姫）の子供である京兆王曹礼を後継ぎにしたいという気持ちをもっていた。そのため曹叡は長期間太子になれなかった。
黄初7年（226年）に文帝が病床で重体に陥ってから、皇太子に立てられた。母の甄氏が曹丕の勘気に触れて死を賜っていたこともあり、即位以前の曹叡は公の場に出ることが少なく、曹叡の人物を知る者は司馬懿など限られた人々しかいなかったという。

### 皇帝に即位
黄初7年（226年）5月、文帝が崩御すると皇帝に即位した。即位後、ただちに母の甄氏に皇后の位を追贈し、文昭皇后と諡した。
同年、呉の孫権が江夏を攻撃した。群臣は兵を出して救援しようと意見したが、明帝は「水戦に習熟した孫権が敢えて陸戦を行っているのは、奇襲を狙ったからである。しかし文聘が江夏を固守しているため、戦線は既に膠着状態に陥っており、長く留まりはしないだろう」と推測した。明帝に派遣された治書侍御史荀禹が前線を慰労し、山に登って火を挙げると、孫権は撤退した。しかし孫権は孫奐率いる別働隊によって魏軍の退路を封鎖したため、江夏郡の高城が奪われた。
227年、麹英が西平で反乱を起こすと、郝昭と魏平らを派遣し鎮圧した。12月には新城太守の孟達が蜀漢の諸葛亮と内通して反乱。司馬懿が鎮圧に当たり翌月には早くも孟達を斬った。228年、正月には諸葛亮が祁山に進出すると曹真、張郃を派遣して当たらせ、街亭の戦いにおいて打ち破り、諸葛亮の北伐は全て敗北した。その後の2月には論功行賞のため長安へ行幸した。
同年、孫権の謀略によって偽りの内通をした呉の周魴の誘いに乗った曹叡は曹休に10万の兵を与えて呉を攻撃させ、全ての関西の守備軍（雍・涼など）を派遣して江陵に攻撃させ、賈逵らに命じて東関に出撃させる。皖や江陵や濡須東関のルートから一斉に侵攻する大規模なものであったが、司馬懿・張郃らは江陵城を落とすことができず、曹休の大敗によって犠牲者も数万人以上となり、呉への三方面侵攻は全て敗北した。
その直後、諸葛亮は曹休の大敗や関西の手薄に乗じて二度目の北伐を行い、率いる数万人が陳倉城を攻囲した。曹真が侵攻路を想定して陳倉城の強化を行わせており、守備を任されていた郝昭は曹真の命を厳格に守ったため、一千人程度のわずかな軍隊で諸葛亮の軍勢を寄せ付けず、頑健に防衛した。二十日余りの包囲した後、諸葛亮は陳倉を落とせないまま兵糧が底をついてしまい、魏の援軍も迫ったので撤退した。王双（223年に朱桓に敗れて生け捕られた）が諸葛亮軍を追撃したが、反撃に遭って戦死した。
同年、賈逵らに命じて再度呉領の濡須へ侵攻するも敗北した。孫権・諸葛亮によって、以後数度にわたる侵攻が開始されると、皇族の曹真や司馬懿・張郃など祖父の曹操以来の宿老達を用いて、これらを防がせた。また第一次北伐時には親征して長安方面の動揺を鎮めている。
229年、諸葛亮は第3次の北伐を行い、武将の陳式に武都・陰平の両郡を攻撃させた。雍州刺史の郭淮が救援に向かうが、諸葛亮が退路を断つ動きを見せると撤退したため、陳式は無事に武都・陰平の2郡を占拠した。
230年、大司馬となった曹真は曹叡に対し、蜀を征伐することの必要性を説き、これを認められた。同年8月、長安を出発し子午谷より蜀に攻め入った。この作戦は、荊州方面の司馬懿に漢水を遡って漢中の南鄭を攻撃させるなど、蜀への二方面侵攻だった。しかし秋の長雨が30日続き、桟道が一部崩壊するなどしたため失敗した。曹叡は曹真に命令し撤退させた。同年、孫権の謀略で偽りの投降をした呉の孫布を迎えに行くために魏軍が出兵するも、孫権に大敗した。
231年、諸葛亮ら蜀軍は第4次の北伐を行い、曹叡は杜畿らを派遣し司馬懿に加勢させた（祁山の戦い）。諸葛亮らは三千人の魏軍を斬るが兵糧不足で撤退し、追撃を行った張郃が射殺された。
232年以降、田豫や王雄に命じ遼東に対して何度か軍事行動を行なうと、蔣済は信義を失うべきではないと批判した。曹叡は諫言を受け入れず、結局、曹叡の侵攻は失敗して帰還した。
青龍元年（233年）、曹操の廟庭に夏侯惇、曹仁、程昱の3人を功臣として祭った（その他の功臣は曹芳の代に21人、曹奐の代に1人を追加して祭られている）。尚、251年に司馬懿が死去すると、特別扱いとしてすぐ曹操の太祖廟の功臣に加えられた。その際、官位の高い者順に並べ替えるべきとの意見が出され、司馬懿が太祖廟功臣の最上位にされた。。
234年、呉・蜀漢が同時に魏に侵攻し、呉は合肥・襄陽・祁山を攻撃した。士気の高い呉軍が合肥を包囲したため、魏軍が苦戦に陥っていた。これを恐れていた満寵は「合肥の守備は放棄し、孫権を寿春で迎え撃つ」という計画を立てた。それに対して曹叡は「合肥・襄陽・祁山は魏の重要な防御拠点であり、敵は決して落とす事が出来ぬ。私自ら指揮を執り、合肥へ討って出る。故に諸将に堅守させよ」との詔を出して計画を改めさせ、曹叡自らが中央朝廷の大軍の指揮を執り、合肥へ親征した。守将の張穎らの前に攻めあぐね、満寵の奇襲攻撃を受け、呉軍は依然として頑強に猛攻した。魏の援軍が迫ったので、孫権は大損害を受ける事を避けて、曹叡の中央軍が戦場に到着する前に合肥から無事に撤退した。
一方で陸遜と諸葛瑾は襄陽から撤退の途上、白囲まで来たところで、表向きは狩猟をすると偽って奇襲の準備をし、将軍の張梁と周峻に命じて江夏の新市・安陸・石陽を急襲させ、魏軍千余人を斬った。特に石陽の人々は油断していたため、動揺した魏の将は城内に避難しようと殺到する多くの民を殺害した上でやっとのことで城門を閉ざすことが出来た有り様であり、数千人が斬られる大損害を受けた。結局魏領の安陸・石陽城は陸遜と諸葛瑾らに攻め落とされた。
また、五丈原で諸葛亮と対峙する司馬懿には、「決戦を回避して持久戦に持ち込み、撤退時には追撃するべし」との詔を出し、防衛の成功に貢献した。
景初元年（237年）には七廟の制を整備するとともに、祖父の武帝曹操・文帝に対して太祖・高祖の廟号を定めるとともに、自身の廟号を烈祖と定めた。同年、呉の孫権が朱然率いる2万の兵を派遣して江夏に侵攻して来るが、荊州刺史の胡質はこれを攻撃し、朱然を撤退させる。魏軍はそのまま追撃を続けたが、殿軍の朱然彼800人が逆撃し、魏軍の追撃を大いに破ったので、相次いで魏の大軍を敗走させる（魏志「明帝紀」、なお呉志「朱然伝」では242年の出来事としている）。
景初2年（238年）、遼東の公孫淵が燕王を自称して魏に対する謀反を起こすと、明帝は群臣の反対を押し切って征討を決行した。司馬懿の判断を信用し、全権を委ねて鎮圧に当たらせた結果、反乱の早期鎮圧に成功した。孫権は部将達を公孫淵への援軍として遼東に派遣するも既に公孫淵が戦死していたため、彼等は魏軍を破り、遼東の男女を連れて帰国した。同年、蜀漢の廖化が攻めよせると、郭淮が游奕と王贇を率いて対応したが、明帝は郭淮の兵力分散策の危険性を懸念した。明帝の予測は的中し、游奕は敗北し、王贇は戦死した。

### 晩年
遼東制圧が完了した前後、首都洛陽にあった曹叡は病によって重篤に陥り、登女という巫女の言う神を信じて神水を求めたりするなど失態が目立った。神水を飲んでもよくならなかったので、登女も処刑された。死期を悟った曹叡は曹宇を大将軍とし、夏侯献・曹爽・曹肇・秦朗と共に曹芳を補佐させようとした。しかし夏侯献と曹肇は共に、劉放・孫資が政治の中枢にあることを不満であるかのような発言をしたことがあった。また曹宇は謙虚な性格であったため、これを固辞した。
これを受けて曹叡は側近の劉放と孫資を寝室内に招き入れて相談し、孫資・劉放らは曹宇・夏侯献・曹肇らの登用を快く思わずに曹叡に讒言し、曹宇に代えて曹爽を登用すべきだと勧め、さらにその補佐として司馬懿を当たらせるよう進言した。曹叡は劉放と孫資の言に従い、曹爽と司馬懿を用いようとしたが、途中で考えを変え、勅令によって前の命を停止させた。すると、劉放と孫資が再び入宮してに曹叡に謁見し、再び讒言で改めて説得した。
曹叡がまた二人の意見に従うと、劉放が「手詔（直筆の詔書）を為すべきです」と言った。曹叡は「私は病が重く、とてもできぬ」と言うと、劉放はすぐ寝床に登り、曹叡の手を取って無理に詔書を書かせた。完成するとそれを持って退出し、大言で「詔によって燕王・曹宇らの官を免じる。宮中に留まってはならない」と宣言した。曹宇らは解任され、最終的に司馬懿・曹爽らを後見人に改めて立て、曹宇・夏侯献・曹肇・秦朗らは皆、涙を流して宮中から出て行った。曹叡は景初3年（239年）1月に崩御し、高平陵に葬られた。享年35歳（または33歳）。

## 政策
外征が頓挫すると呉・蜀漢への侵攻は中止した。守勢に転じた曹叡は専守防衛に徹し、両国からの侵攻を食い止めた。
中央においては陳羣が政治を取り仕切ったが、陳羣が死去する頃から曹叡の政治は乱れ始め、数度に渡って宮殿の造営などを行い、その費用により魏の財政は大きく傾いた。また農繁期の農民を多く徴用したために、農村の荒廃を招き、民心は疲弊した。次に兵力の恒常的確保のため、兵士の家同士の結婚を奨励した。官民（兵士以外の家）に嫁いだ既婚者は、召し上げて未婚の兵士と再婚させるなどした。この政策は、「召し上げる際には奴隷を身代わりに出しても良い」「召し上げた既婚者のうち容姿の良い者については後宮に入れる」などの附則が仇となり、国内での人身売買を横行させてしまう。金持ちは妻の身代わりとなる奴隷を買い求め、貧乏人は自らの妻女を金銭で金持ちに差し出したのである。
これらの政策について重臣のほとんどが反対したが、明帝はこれを強硬に推し進めた。司馬光は『資治通鑑』魏紀で「明帝は諸葛亮の死により、外圧が消滅したことで気が緩み、自らの好みの大土木事業を行った」とし、『集解』ではさらに「曹叡の宮殿造営は諸葛亮の死の前より行われており、諸葛亮の死とは関係がなく、曹叡は宮殿造営や女色に溺れて実務を省みなくなり、風俗が乱れ奢侈が横行し、民衆からは厳しい租税が収奪されるようになった」との指摘がなされた。
『晋書』では「曹叡は即位してより欲望をほしいままにし、幼女を我が物としたり人の妻を奪ったり、宮殿を壮大にしたりして農業や戦を阻害したりと、自分の感情の赴くままに欲望の限りを尽くした。命令は為すべき時に為されず、人々が餓え苦しんでいても労役が減らなかった」という厳しい評価が下されている。
晩年の曹叡は孫権に、馬を元手にして真珠・翡翠・貴重品などとの交換を申し入れている。

## 人物

### 風貌
裴松之注『魏書』によれば、抜きんでた容貌を持ち、望み見ると侵しがたいほどの威厳があったという。また西晋の歴史家である孫盛の『魏氏春秋』では、吃音だったため言葉は少なかったとされる。しかし曹叡は生まれつきの美貌に加え、床に届くほどの長い髪を持ち、「天姿秀出」と絶賛された、という話を古老から聞いたという。

### 人事
人物については、司馬懿・曹真・陳羣・劉放・孫資などの大臣に全面的な信頼を寄せた。また、父の文帝と異なり、諫言した人物や気に入らない人物だからといって、それを処刑することはしなかった。
明帝の人物観を示す逸話が、『魏志』盧毓伝に見える。
当時、夏侯玄やその友人である李勝・鄧颺・諸葛誕、劉放の子である劉熙、孫資の子である孫密、衛臻の子である衛烈らが人物評価を行い、四聡八達（四人の聡明な人物と八人の達人）・三豫と互いに格付けをしあい、当時の人々から才人との声望を得ていた。つまり、人々からの称賛が先に有って格付けが行われたのではない。まず先に内輪で内々に格付けを行い、それを自分以外の面子に伝聞形で宣伝させる。前段の工作で自作自演ではないとの印象を与え、箔付けによって自らの声望を高めんとしたのである。
明帝はこれを軽薄だとして嫌い、彼らを即座に全員免職にし、官吏となる資格を剥奪した。この時、明帝が盧毓に対して言った言葉が「画餅」であるが、その用い方には「世間で評される名声は上辺の評価に過ぎず、実を伴わないことが多すぎる」という意味合いがあり、徒に名士才子を褒めそやす風潮を嫌悪する心情が見える。九品官人法が導入された魏晋南北朝以降、軽薄に貴族化が進んだことにたいする初期のエピソードとしても注目すべき発言でもあった。
これに対して盧毓は、「名声は、特別な人材を招くには不適でも、普通の人を集めるには適当でしょう。普通の人間とは、勉学して生来の人格を矯正し、そこから名を成すものです。臣が人を推薦するとき、最初はやはり人物の評判に注目し、普通の人を招くのです」と答えている。
結局、明帝は一度下した処分を覆すことはなく、終生彼らを登用しなかった。

## 逸話
- 魏志倭人伝において景初2年（238年）に邪馬台国女王卑弥呼の使者が明帝への拝謁を求めて洛陽に到着したとあり、これが事実であれば、拝謁した皇帝は曹叡ということになる。

- 曹叡はかつて文帝の狩猟のお供をしていたとき、子を連れた母鹿に出会った。文帝は母鹿を射殺し、曹叡に子鹿を射させようとしたところ、曹叡は拒否して、「父上は既にその母の方を殺してしまわれました。私はこの上、その子を殺すのは忍びありません」と言い、涙を流した。文帝は即座に弓矢を放り出した。このことによって、高く曹叡を評価するようになり、彼を太子に立てる決意をしたのである[16]。もっとも、こうした説話は後世の創作とし、曹霖など他の皇子にも皇位継承の可能性があったものの、建国7年にして突然の死期を悟った文帝がやむなく年長で学問好きな曹叡を選択したに過ぎないとする指摘もある[17]。

- 劉曄を嫌っていたある重臣が劉曄を讒言して曹叡に「劉曄は陛下の意をうかがいそれに迎合する不忠者です。試しに彼に対して陛下のお考えと反対のお言葉を仰ってくださいませ。もし劉曄が反対するようでしたら、陛下の意にかなっているといえるでしょう。もし賛成するならば、劉曄の考えは明らかになるというものです」と進言した。曹叡がその重臣の進言通りに試してみると、果たして劉曄はその重臣の話した通りに接したので、それ以降、讒言で曹叡は劉曄を信用しなくなった。

- 寵愛が郭皇后に移った明帝は、毛皇后を除け者にして密かに女官・皇妃等と祝宴を開いた事に関して恨み言を言われた。立腹した明帝は、祝宴の件を毛皇后に密告したとして侍人十数人を殺害するとともに、毛皇后に死を賜った。皮肉にも、かつて恨み言を理由に自身の妻を殺めた父と同様の行動をとる事となった。

## 評価
劉曄の評では、初めて明帝に謁見した際、他の廷臣にその人となりを尋ねられて「秦始皇や漢武の風を持つが、この2人にはわずかに及ばない」と答えている。一方、辛毗の評価はやや厳しく「聡明と称されるまでには至っていないが、闇劣ではない」と評している。
『三国志』の編者である陳寿は「冷静沈着にして剛胆、決断力と見識を併せ持ち、全てを自らの意志に従って行動した。君主たるに相応しい気概の持ち主であった。しかし、当時の人民は度重なる戦争で疲弊し、天下も三分されており、まずは先代の方針に従って、広大な版図の復興を成すべきであったのに、俄かに秦の始皇帝や漢の武帝の後を追うかのように宮殿の造営を行って、将来に対する計画とした。それは致命的な病というべきであった」と評している。
一方で同じ『三国志』の三少帝紀では、「私の情愛に囚われて幼子（斉王・曹芳）に皇位を伝え、一人の人物に後事を託さず、あくまで一族の者を参与させた。そのために曹爽は誅され、斉王は帝位を追われることになった」と非難している。
同時代の歴史書を書いた孫盛は、「大臣を優遇冷遇し、その言葉を素直に受け入れる事が出来た。諫言に顔色を変える事があっても、それで殺す事は一度もなかった。その人としての器は正に君主とはかく在るべし、と言えるものだった。反面、徳行を行い人民を教化することを考えず、皇族を藩屏として用いず、国家の大権を一部の重臣に集中させ、国の社稷を崩してしまった。悲しむべき事である」と評している。

## 家族
- 兄弟
  - 東郷公主 - 同母妹
- 后妃
  - 正室：虞妃（平原王時代の正室）、明悼皇后毛氏、明元皇后郭氏
  - 側室：才人張氏、才人何氏、才人石英 など （千人という）
- 実子
  - 曹冏[21]（清河王） - 黄初7年（226年）10月没。
  - 曹穆（繁陽王） - 太和3年6月21日（229年7月29日）没。
  - 曹殷（安平哀王） - 太和5年7月15日（231年8月30日）生、太和6年（232年）5月没。
  - 斉公主 - 長女。李韜の夫人となり二子をもうけた。のち、李韜の父の李豊が司馬師の排除に失敗して誅殺されると、李氏の三族も皆殺しにされたが、李韜の子供たちだけは、公主が産んだ明帝の直系の血筋ということで助命された。このとき、既に斉公主は没していたとみられる。
  - 臨汾公主 - 彼女の侍女は、曹洪の乳母とともに邪神を信じたために、獄につながれた。
  - 曹淑（平原懿公主） - 早世
- 養子
  - 曹芳（斉王） - 従弟の曹楷の子という
  - 曹詢（秦王） - 同上

## 「袁紹の孫」説
『三国志』明帝紀には、明帝は景初3年（239年）に36歳で死亡したと記されており、逆算すると生年は建安9年（204年）となることを挙げ、『三国志集解』の著者盧弼は、明帝が文帝から特に冷遇されたことなども傍証に挙げた上で、明帝の実父は文帝ではなく、曹操のライバルであった袁紹の次男の袁煕ではないかと主張している。
曹操が冀州を攻め落とし、曹丕が袁煕の妻であった甄氏を略奪した時点で、のちの曹叡は袁煕の子として既に世に生を受けており、曹丕はその子を（冷遇しつつも）養子として養育した、となる。
ただし一般には『三国志』明帝紀の享年が誤りだと解釈されており、例えば『三国志』の注釈者の裴松之は明帝の享年は34が正しいと主張している。この場合には明帝の父は文帝で問題ないことになる。